# Liste des épisodes de Meitantei Conan : Un défi pour Shinichi Kudo
Cet article présente la liste des épisodes de la série télévisée japonaise, Meitantei Conan : Un défi pour Shinichi Kudo (工藤新一への挑戦状, Kudō Shin'ichi e no Chōsenjō), inspirée du manga Détective Conan et créée à la suite du succès du troisième Drama. La première diffusion de la série a été faite le 7 juillet 2011 sur NTV et s'est terminée le 30 septembre 2011.

## Synopsis
Shinichi Kudo, Ran et Kogoro Mouri se réveillent tous trois dans une salle entièrement blanche et vide. Leur ravisseur semble en vouloir à Shinichi et lui ordonne, pour échapper à la mort, de se rappeler les affaires qu'il a résolu selon la date qui apparait sur un socle. Selon la résolution, il doit y inscrire un mot de passe précis qui leur permet de pénétrer dans une autre salle blanche. Shinichi doit continuer ce jeu jusqu'à la dernière salle et ainsi découvrir qui est le coupable.

## Distribution
- Junpei Mizobata : Shinichi Kudo
- Shiori Kutsuna : Ran Mouri
- Takanori Jinnai : Kogoro Mouri
- Nene Otsuka : Eri Kisaki
- Sayaka Akimoto : Sonoko Suzuki
- Ibu Masato : Inspecteur Megure
- Yuichi Tsuchiya : Wataru Takagi
- Ueno Natsuhi : Miwako Sato
- Tori Matsuzaka : Heiji Hattori
- Rei Okamoto : Kazuha Toyama

## Liste des épisodes

### Saison 1 (2011)
Cette saison est composée de 13 épisodes.
La courte ouverture est constituée du thème principal de l'anime Détective Conan. Ayant une sonorité plus prononcée grâce aux guitares électriques, cela donne un style beaucoup plus adulte et un côté "sombre" à la série.
L'ending, intitulé Kimi to Zutto, est interprété par la chanteuse YuYu.
| No | Titre français                                            | Titre japonais                                            | Titre japonais | Date de 1re diffusion |
| No | Titre français                                            | Kanji                                                     | Rōmaji | Date de 1re diffusion |
| --- | --------------------------------------------------------- | --------------------------------------------------------- | --- | --------------------- |
| 1 | 24.06.2010 : L'Affaire du photographe                     | コナンになる前の高校生探偵が、不倫殺人の謎を暴く!         | KONAN ni naru mae no koukousei tantei ga, furin satsujin no nazo o abaku! (Le Détective Lycéen avant de devenir Conan, la Découverte du Mystère de l'affaire de meurtre!)                                                         | 7 juillet 2011        |
| Réveil dans la Première Salle Blanche: Jalousie Meurtrière - Mot de Passe: "A-I-SHI-TE-RU" ("Je t'aime") Après avoir entré les "mots" que Momoko avait laissé à Tsubouchi, ils entrent dans une nouvelle salle blanche et la date inscrite rappelle à Shinichi une affaire où il s'est confronté à un médium. N.B: Première Apparition de Takagi et Sato. |                                                           |                                                           | |                       |
| 2 | 02.09.2010 : Meurtre en direct                            | 生放送で起きた密室殺人! 超能力者の呪われた秘密を暴け      | Namahousou de okita misshitsu satsujin! Chounouryokusha no norowareta himitsu o abake (Le meurtre clos dans l'Émission en direct! Exposer le Secret de la Malédiction du Médium)                                                  | 14 juillet 2011       |
| La Seconde Salle Blanche: La Malédiction du Médium - Mot de Passe: "DO-K-KI-RI" Ran est surprise que le mot de passe n'est pas été "MAGIC" ("Magie") et tous entrent dans la salle suivante. En y pénétrant, ils entendent un coup de feu et, en voyant la date de l'affaire, Shinichi demande à Kogoro s'il s'en souvient, ce à quoi il répond que oui et qu'il ne l’oubliera jamais. |                                                           |                                                           | |                       |
| 3 | 09.07.2010 : La Coupable s'appelle Eri Kisaki             | 密室法廷で起きた殺人事件! ホステス殺害トリックを暴け      | Misshitsu houtei de okita satsujin jiken! HOSUTESU satsugai TORIKKU o abake (L'Affaire de meurtre du Tribunal à huis clos! Exposer l'astuce du Meurtre de l'Hôtesse)                                                              | 21 juillet 2011       |
| La Troisième Salle Blanche: Tuer sans arme ? - Mot de Passe: "ku-chi-be-ni" ("rouge à lèvres") Shinichi entre le mot de passe. Dans la nouvelle salle blanche, le trio découvre une robe de mariée, qui leur rappelle une affaire que Kogoro revendique d'avoir résolue. Shinichi révèle que c'était la faute de Kogoro si quelqu'un est mort ce jour-là. Kogoro soutient à Ran qu'il essayait de protéger le premier baiser de Shinichi, ce dont Ran est très surprise. Elle se met en colère et exige une explication de Shinichi. Celui-ci est d'accord pour répondre, mais révèle que tout cela était en réalité la faute de Ran. N.B: Première Apparition de Eri Kisaki.                                           |                                                           |                                                           | |                       |
| 4 | 31.05.2010 : Le Mariage raté                              | 完全犯罪! 結婚式で殺人予告、密室毒殺トリックの謎を暴け!   | Kanzen hanzai! Kekkonshiki de satsujin yokoku, misshitsu dokusatsu TORIKKU no nazo o abake! (Crime Parfait! L'Avis de Meurtre à un Mariage, Révéler le Mystère de l'astuce empoisonnée de la Pièce close!)                        | 28 juillet 2011       |
| La Quatrième Salle Blanche: Meurtre Parfait par empoisonnement - Mot de Passe: "KI-SU" ("kiss: baiser") Kogoro inscrit le mot de passe sans hésitation tandis que Ran se rend compte que Shinichi n'a toujours pas eu son premier baiser. La cinquième porte s'ouvre mais le socle qui s'y trouve est différent: Shinichi n'a que trente secondes pour répondre à deux questions. Bien qu'il trouve la bonne date pour la première, il n'arrive pas pour la seconde - qui est le dernier jour où il a bu du thé - et le temps imparti se finit. Les lumières s'éteignent et une autre date apparaît sur le socle. Shinichi se souvient que l'affaire prenait place dans une villa d'été.                                |                                                           |                                                           | |                       |
| 5 | 12.08.2010 : Le Mystère de l'amnésique                    | 記憶を消した女優の華麗なる殺人トリック 避暑地での完全犯罪 | Kioku o keshita joyuu no kareinaru satsujin TORIKKU hishochi de no kanzen hanzai (L'astuce de meurtre incroyable de l'actrice amnésique, le Crime Parfait à la Villa D'été)                                                       | 4 août 2011           |
| La Cinquième Salle Blanche : Thé empoisonné Vengeur - Mot de Passe : "JI-YO-YU-U" ("actrice") Shinichi se demande qui est ce ravisseur qui connait le dernier jour où il a bu du thé. Kogoro lui dit que le coupable a dû observer Shinichi depuis un long moment. Shinichi inscrit le mot de passe et une autre porte s'ouvre. Après avoir pénétré dans la nouvelle salle, Ran se fait piquer à la jambe et l'écran sur le socle explique qu'elle mourra dans cinq minutes par l'effet du poison si Shinichi ne trouve pas le mot de passe de la nouvelle date apparue. |                                                           |                                                           | |                       |
| 6 | 10.06.2010 : Meurtre au cabaret                           | 美女20人の華麗なる殺しのキス! 殺人方程式に隠された殺意!   | Bijo nijyuu-nin no kareinaru koroshi no KISU! Satsujin houteishiki ni kakusareta satsui! (Le magnifique baiser meurtrier des Vingt Dames! L'Intention de Meurtre Cachée dans l'Équation meurtrière!)                              | 11 août 2011          |
| La Sixième Salle Blanche: L'équation du baiser meurtrier de Vingt Filles - Mot de Passe: "DE-KA-RU-TO" ("Descartes") Grâce à Shinichi, la nouvelle salle s'ouvre et l’antidote s'y trouve. Kogoro s'y précipite mais la porte se referme sur lui, ayant juste le temps de jeter la seringue à Shinichi. Les voilà à présent séparer et un ballon rouge apparaît du côté de Ran et Shinichi, ne cessant de gonfler encore et encore, les privant d'air. |                                                           |                                                           | |                       |
| 7 | 27.05.2010 : Le Kidnapping de Sonoko                      | 血ぬられた骨肉の遺産相続殺人! 誘拐トリックのナゾを暴け!   | Chi nurareta kotsuniku no isan souzoku satsujin! Yuukai TORIKKU no nazo o abake! (Le Sang du Meurtre a entaché la Succession de Famille! Révéler le Mystère Derrière l'astuce de l'Enlèvement !)                                  | 18 août 2011          |
| Piégés dans la Sixième Salle Blanche: Jalousie entre Sœurs - Mot de Passe: "DA-I-YA-MO-N-DO" ("diamonds: diamants") Shinichi se déplace jusqu’au socle pour y entrer le mot de passe, qui dégonfle ainsi le ballon. En entrant dans la salle suivante, ils reçoivent un grand choc électrique et voient sur le socle le boitier qui provoque cela. Ran demande s'ils seront encore électrocutés s'ils n'y arrivent pas, ce à quoi Shinichi ne répond rien, se concentrant sur la date qui lui rappelle une affaire où Ran avait fait une "démonstration spectaculaire d'agitation". N.B: Première Apparition de Sonoko Suzuki.                                                                                          |                                                           |                                                           | |                       |
| 8 | 30.07.2010 : L'Obsession du pervers                       | 女の意地、痴漢犯への復讐!監視カメラに秘めた殺人トリック   | Onna no iji, chikanhan e no fukushuu! Kanshi KAMERA ni himeta satsujin TORIKKU (La volonté d'une Fille, Vengeance sur l'Agresseur! L'astuce du Meurtre Caché par Caméra de Surveillance)                                          | 25 août 2011          |
| La Septième Salle Blanche: Assistance trop pesante - Mot de Passe: "JI-HA-T-SU-KI-YU-U" ("respiration spontanée") Juste avant de recevoir une autre décharge, Shinichi arrive à entrer le mot de passe et désactiver le boitier. En entrant dans la salle suivante, Ran remarque un ballon de football et s'en saisit. Shinichi le prend et le met à son oreille et entend un son de cloche. Il hurle que c'est une bombe. Il ne leur reste qu'une minute pour découvrir le mot de passe de la nouvelle affaire. Par la date, Ran et Shinichi se souviennent du jour où ils ont rencontré un détective lycéen d'Osaka. Shinichi est troublé car deux mots de passe peuvent convenir mais il ne sait pas lequel choisir. |                                                           |                                                           | |                       |
| 9 | 18.09.2010 : La rencontre avec Heiji Hattori              | 服部平次と密室殺人見えない凶器のナゾ! 東西探偵推理バトル  | Hattori Heiji to misshitsu satsujin mienai kyouki no nazo! Touzai tantei suiri BATORU (Heiji Hattori et le Mystère de l'arme invisible du meurtre de la chambre close! La Confrontation de déduction des détectives Est et Ouest) | 1er septembre 2011    |
| La Huitième Salle Blanche: Confrontation de déduction des détectives Est et Ouest - Mot de Passe: "KI-ZU-NA" ("liens") Sur une intuition, Ran double Shinichi pour entrer le mot de passe, ce qui arrête le tic-tac de la bombe et ouvre la nouvelle salle. Shinichi la remercie et Ran regarde les menottes qui la relie à lui et lui dit qu'elle s'inquiète au sujet de leurs liens. Shinchi lui dit qu'ils feraient mieux d'avancer. Mais en entrant dans la pièce, le sol sous Shinichi se dérobe et les menottes se cassent, ce qui a pour effet de faire chuter Ran. La porte se referme et Shinichi se retrouve désormais seul. N.B: Première Apparition de Heiji Hattori et Kazuha Toyama.                      |                                                           |                                                           | |                       |
| 10 | 27.07.2010 : Où a eu lieu le meurtre ?                    | 200キロを瞬間移動した死体の謎! 悪女の完全犯罪計画を暴け   | 200 KIRO o shunkanidou shita shitai no nazo! Akujo no kanzenhanzai keikaku o abake (Mystère du Cadavre qui s'est téléporté à 200 kilomètres! Révélation du Plan de Crime Parfait de la Mauvaise Femme)                            | 8 septembre 2011      |
| La Neuvième Salle Blanche: Le Mystère du corps téléporté à 200 kilomètres - Mot de Passe: "BI-DE-O-CHA-T-TO" ("video chat") |                                                           |                                                           | |                       |
| 11 | 17.09.2010 : Meurtre dans l'ascenseur                     | キスは殺しの理由、20年後の復讐殺人! 完璧なアリバイの謎    | KISU wa koroshi no riyuu, 20nengo no fukushuu satsujin! Kanpekina ARIBAI no nazo (Un Baiser est la Raison de Tuer, un Meurtre par Vengeance de 20 ans! Le Mystère de l'Alibi Parfait)                                             | 16 septembre 2011     |
| La Dixième Salle Blanche: Une Vengeance de 20 ans achevée par un baiser - Mot de Passe: ("boucles d'oreilles") |                                                           |                                                           | |                       |
| 12 | 24.09.2010 : Meurtre en chambre close                     | 私が殺しました! 3人の単独犯? 偽装殺人の謎を暴け!          | Watashi ga koroshimashita! Sannin no tandokuhan? Gisou satsujin no nazo o abake! (Je suis le Tueur! Trois Meurtriers Indépendants ? Révéler le Mystère du Meurtre Déguisé!)                                                       | 23 septembre 2011     |
| La Onzième Salle Blanche: Trois meurtriers indépendants - Mot de Passe: "ta-n-jo-u-bi" ("anniversaire") Après l'avoir libéré et s'étant précipité vers Ran et l'avoir appelé deux fois, Shinichi a une sensation étrange. Il comprend le pourquoi de leur emprisonnement et le fait que Ran en soit l'auteur. Ran, Coupable ? |                                                           |                                                           | |                       |
| 13 | 15.05.2009 : La résolution du mystère des salles blanches | 蘭死す! 真犯人が天才探偵へ最後の挑戦 白い部屋の謎を暴け   | Ran shisu! Shinhannin ga tensai tantei e saigo no chousen shiroi heya no nazo o abake (Ran Meurt! Exposer le Mystère du Défi de la dernière salle blanche du Vrai Criminel au Détective de Génie)                                 | 30 septembre 2011     |
| La Dernière Salle Blanche: Ran est morte, le face-à-face du véritable coupable et du Grand Détective - |                                                           |                                                           | |                       |

À ce jour, il n'y a pas de deuxième saison programmée.